# Flexatone

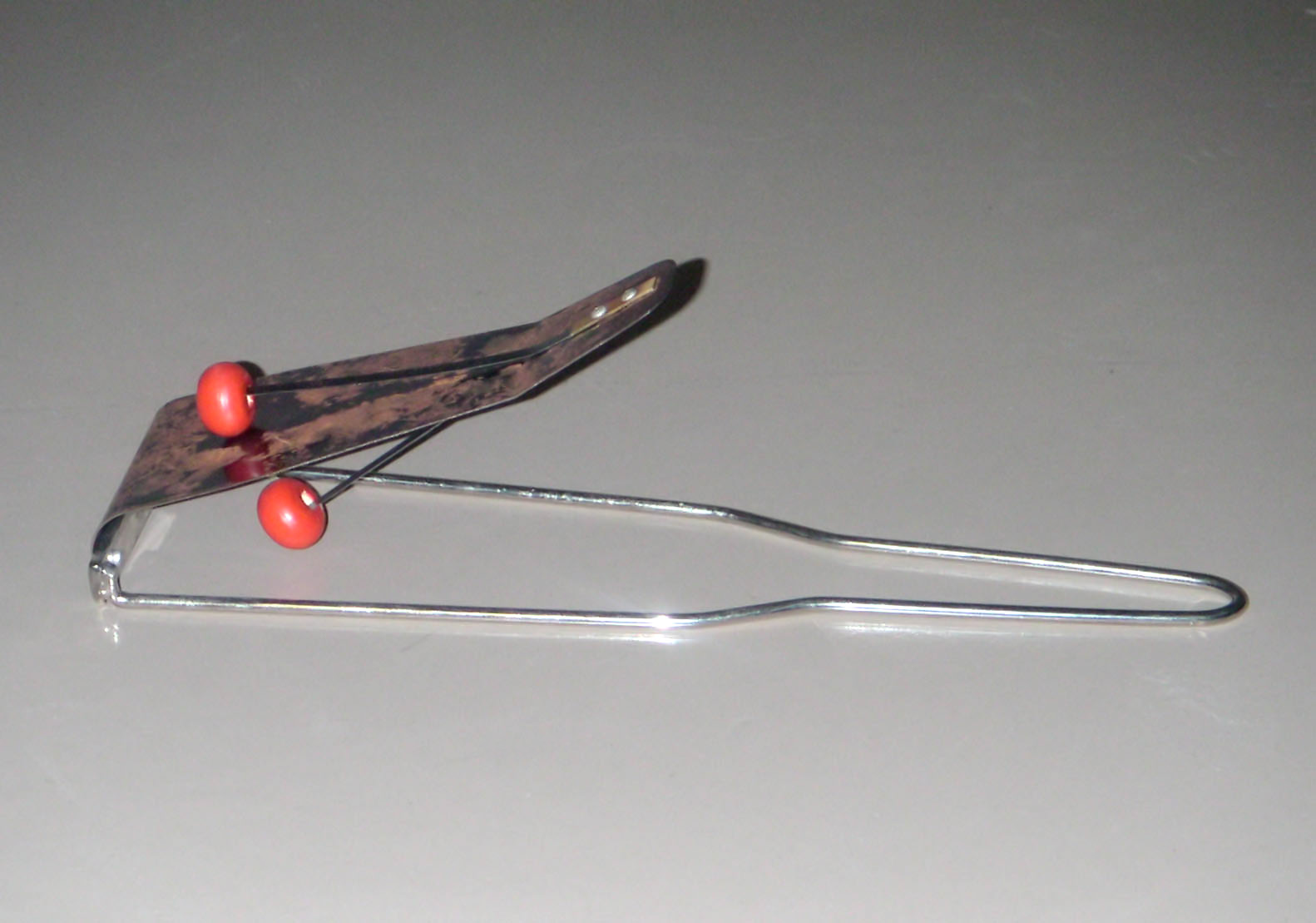
Flexatone

Le flexatone (parfois écrit flex-a-tone) est un instrument de percussion métallique dont la particularité est de pouvoir moduler la note obtenue, en courbant plus ou moins la plaque vibrante. L'effet est comique ou inquiétant selon la partition. Son utilisation est très répandue dans les bruitages de dessins-animés, ainsi que dans le rap West Coast, notamment dans le thème principal de Grand Theft Auto : San Andreas.
Il fut notamment utilisé par Aram Khatchatourian dans le mouvement lent de son Concerto pour piano avec un effet angoissant. Pierre Henry l'a aussi utilisé pour Variations pour une porte et un soupir.